# Palm Beach Opera
La Palm Beach Opera, una compagnia operistica professionale di West Palm Beach, in Florida, si esibisce al Kravis Center for the Performing Arts e in altre sedi in tutta la Florida meridionale.

## Storia
La Palm Beach Opera è stata fondata nel 1961 come “Civic Opera of the Palm Beaches”. Nel corso della sua storia, la compagnia ha presentato una stagione di opere teatrali che vanno da una singola produzione nei primi anni fino a quattro a partire dalla metà degli anni '90.
Nel 2013 la compagnia ha prodotto il suo primo concerto all'aperto gratuito su larga scala, Opera @ The Waterfront. Con quasi 100 artisti sul palcoscenico, Opera @ The Waterfront è il più grande evento di musica classica all'aperto nella Contea di Palm Beach. Nella stagione 2014/2015 la Palm Beach Opera presenta la sua prima prima mondiale, “Enemies, A Love Story”, musica di Ben Moore, libretto di Nahma Sandrow, basato sul libro Nemici. Una storia d'amore di Isaac Bashevis Singer, dal quale è stato tratto spunto per il film omonimo del 1989. Altre produzioni presentate nella stagione 2014/2015 sono “La Bohème” di Giacomo Puccini e “La Figlia del Reggimento” di Gaetano Donizetti.
Negli anni '80 la compagnia era diretta dall'impresario Joseph H. Conlin. Anton Guadagno è stato il direttore della compagnia dal 1984 al 2002.